# Rhyacophila jewetti
Rhyacophila jewetti là một loài Trichoptera trong họ Rhyacophilidae. Chúng phân bố ở miền Tân bắc.